# Hajdúszovát
Hajdúszovát é um município da Hungria, situado no condado de Hajdú-Bihar. Tem 58 km² de área e sua população em 2015 foi estimada em 3.045 habitantes.